# Theope acosma
Theope acosma är en fjärilsart som beskrevs av Hans Ferdinand Emil Julius Stichel 1910. Theope acosma ingår i släktet Theope och familjen Riodinidae. Inga underarter finns listade i Catalogue of Life.